# Mario García Kohly
Mario García Kohly (L'Havana (Cuba), 10 d'abril, 1875 - Madrid (Espanya), 22 de juliol, 1934) va ser un polític i diplomàtic cubà.
Va fer els estudis de dret a l'Havana, i el 1895 les contingències de la política el van obligar a traslladar-se a Mèxic, on va pertànyer a les agrupacions separatistes i va col·laborar en diversos diaris, alhora que es va donar a conèixer com a orador. Tornat a la seva pàtria 1898, els seus excepcionals dots oratoris i periodístics li van conquerir ràpidament un nom: primer va col·laborar a la Discussió, després va fundar El Patriota i posteriorment va dirigir Patria. En fundar Mendez Capote el partit republicà, García Kohly va ser un dels principals prohoms, sent elegit regidor de l'Ajuntament de l'Havana el 1901, lloc al que va renunciar a l'any següent per haver ingressat a la Cambra de la República, on va intervenir amb tal eloqüència com a preparació dels principals debats, presentant, a més, diversos projectes importants de llei.
Al cap de poc va ser nomenat secretari de la Legació de Cuba a Madrid, va renunciar a la seva acta de diputat, però les circumstàncies especials de l'època van fer que tornés a Cuba, sent aleshores nomenat tinent fiscal de l'Audiència de l'Havana. Per la mateixa època va fundar la Joventut Moderada, i el 1906 va ser de nou elegit diputat. En esclatar la revolució de febrer d'aquest any i després en discutir-se el projecte d'intervenció americana en els assumptes de la República, la personalitat de García Kohly va adquirir un relleu extraordinari; formà part, després d'aprovada la intervenció, de la comissió consultiva encarregada de redactar algunes de les lleis fonamentals de l'Estat; diputat per tercera vegada, renuncia també a l'acta per haver estat nomenat ministre a Mèxic, però tampoc no va prendre possessió del càrrec. perquè el president Jose Miguel Gómez li va confiar la cartera d´Instrucció Pública. En aquest lloc va desplegar gran activitat, dictant disposicions importants i fundant l'Acadèmia Nacional d'Arts i Lletres, l'Acadèmia Nacional de la Història i el Museu Nacional.
El 1913 va ser nomenat enviat extraordinari i ministre plenipotenciari a Espanya càrrec que va exercir durant molts anys i en què va contribuir de forma extraordinària a establir llaços fraternals entre Cuba i Espanya.
En efecte, García Kohly no es va limitar al compliment estricte de les seves delicades funcions diplomàtiques, sinó que, paral·lelament a aquestes, va saber desenvolupar una tasca de simpatia i de compenetració, associant-se a molts actes de la vida espanyola, sempre dins la més correcta etiqueta protocol·lària. I pocs homes més aptes en aquest aspecte que el ministre cubà. La seva arrabassadora eloqüència, la seva simpatia personal, el seu exquisit do de gents i el seu profund amor a la vella metròpoli i la seva llarga convivència a Espanya, van fer de García Kohly una figura d'un relleu excepcional.
Abans de res, García Kohly va ser un gran orador i gens avar de la paraula. Va pronunciar als principals centre d'Espanya magnífics discursos, en què sabia unir a la galanura i exuberància de la seva paraula l'encert del tema tractat, enllaçant amb rara habilitat el seu amor a les dues pàtries, com ell les anomenava.
Entre els seus discursos potser mereix col·locar-se en primer lloc el que va pronunciar a la Universitat de Madrid el 12 d'octubre del 1920 amb motiu de la festa de la Raça i pel qual va ser clamorosament ovacionat. El 1927 fou nomenat doctor honoris causa per la Universitat Central de Madrid; el 1929 fill predilecte de l'Havana i el mateix any individu de l'Acadèmia de Dret Internacional de França.
La seva obra com a periodista i escriptor és també notable. A banda de nombrosos articles va publicar els llibres: La ley penal militar; En tierra de Judres, Gambetta, Franklin, la publicació el 1930 del seu Grandes hombres de Cuba va donar lloc a alguns incidents de caràcter diplomàtic i periodístic, que restaren resolts satisfactòriament.